# Station Amsterdam Sloterdijk
Station Amsterdam Sloterdijk is een spoorwegstation in het noordwesten van de Nederlandse stad Amsterdam. Het station heeft een belangrijke functie als overstapstation, en heeft tien perronsporen.

## Beschrijving
Het hoofdgedeelte is een kruisingsstation met op maaiveldniveau de Oude Lijn Amsterdam – Haarlem (één perron met twee sporen: 7 en 8) en de spoorlijn Den Helder - Amsterdam (twee perrons met elk twee sporen: 3 en 4, en 5 en 6), op de eerste verdieping de stationshal, en op de tweede verdieping de spoorlijn Amsterdam - Schiphol (één perron met twee sporen, 11 en 12). Het nieuwste deel met één perron met spoornummers 9 en 10 ligt aan de Hemboog die beide lijnen verbindt. Het is een gescheiden gedeelte met een aparte ingang aan hetzelfde stationsplein. De sporen 1 en 2 bestaan niet voor de trein omdat bij de opening van het station deze nog bestonden op het oude station Sloterdijk.
Onder de naam Station Sloterdijk is het ook een metrostation van metrolijn 50 (Isolatorweg – Station Zuid – Gein) en metrolijn 51 (Isolatorweg – Station Zuid – Centraal Station) De sporen lopen parallel aan de spoorlijn naar Schiphol en hebben de spoornummers 1 en 2. Het metrostation is via een traverse verbonden met de stationshal in het hoofdgedeelte van het treinstation.
Station Sloterdijk vervult een belangrijke functie in het forensenverkeer tussen Amsterdam en de rest van Noord-Holland. In de omgeving zijn in de omringende wijk/buurt Teleport veel grote kantoren verrezen en er zijn plannen voor nog meer grootschalige nieuwbouw, een soort kleinere uitvoering van de Zuidas. Per dag stappen ongeveer 36.000 reizigers in of uit. Daarmee is dit het tiende station van Nederland, gemeten naar reizigersaantallen.
Sinds 2017 is het hele station voorzien van OV-chipkaartpoortjes. De stationshal is daardoor in drieën gedeeld: het middelste deel is openbaar toegankelijk, het noordelijke deel geeft toegang tot het lage perron 3/4 en het hoge perron 11/12, het zuidelijke deel geeft toegang tot de lage perrons 5/6 en 7/8 en eveneens het hoge perron 11/12. Dit geeft de complicatie dat soms een reis met overstap op dit station duurder is geworden doordat een reiziger via poortjes moet lopen en een normaal gesproken zonder extra kosten toegestane omweg nu onbedoeld wel extra kost. De spoorwegen adviseren de poortjes te vermijden door tussen 3/4 en 5/6/7/8 om te lopen via het hoge perron. Omlopen is niet mogelijk van en naar spoor 9/10. Omlopen is niet nodig als men vrij reist met een abonnement zoals Altijd Vrij, Traject Vrij, Dal Vrij of Weekend Vrij, of als men reist met een ticket met vastgelegd bestemmingsstation.
De metro heeft zijn eigen OV-chipkaartgebied.

## Geschiedenis

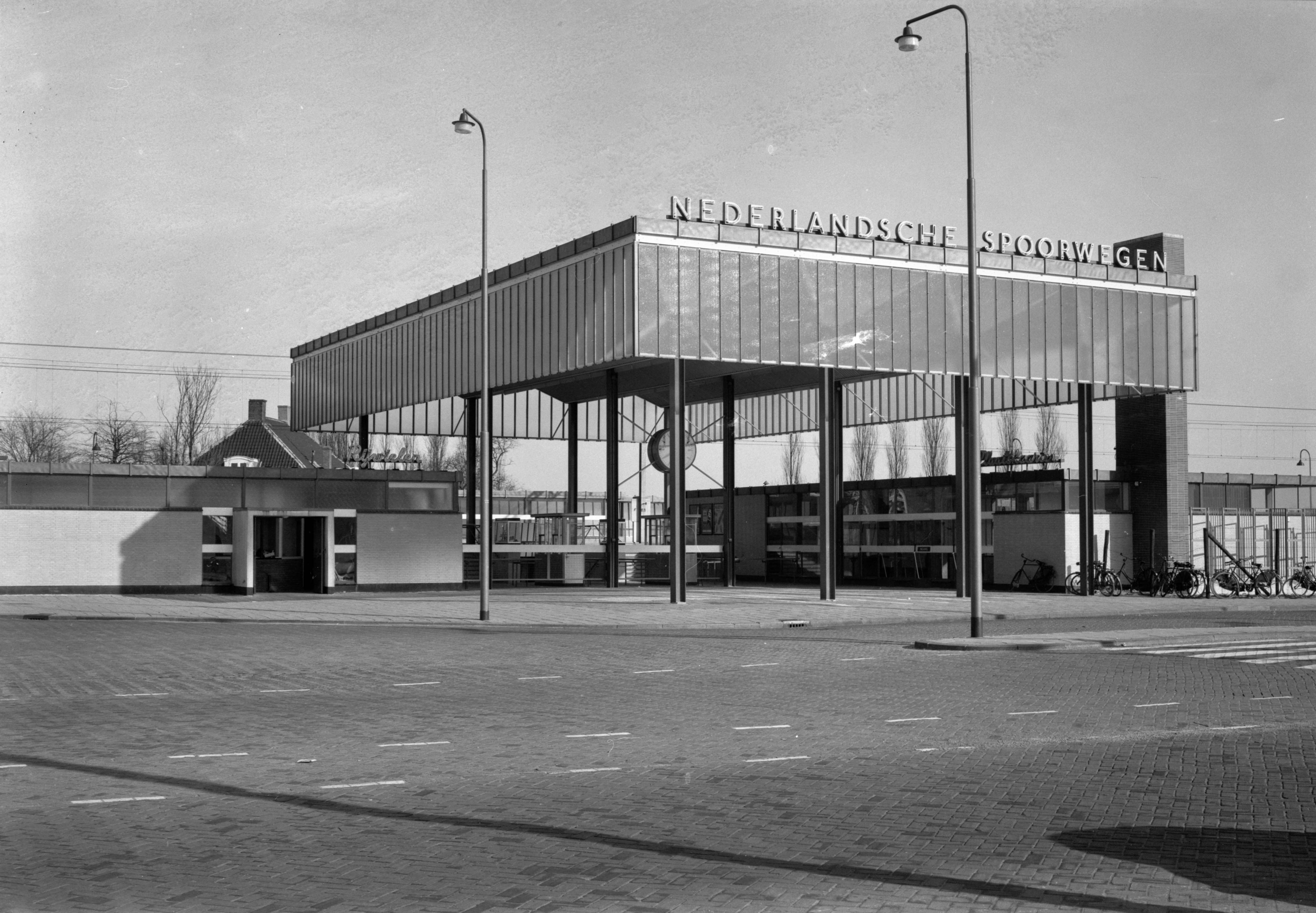
Station Amsterdam Sloterdijk in 1957

Van 1890 tot 1905 bestond er aan de Oude lijn een halte Sloterdijk, destijds nog gemeente Sloten. Op 3 juni 1956 werd nabij het dorp Sloterdijk aan de spoorlijn Amsterdam - Haarlem een voorstadshalte geopend om een betere aansluiting van de westelijke stadswijken op het spoorwegnet te verkrijgen.
In 1983 werd het eerste deel van een nieuw station geopend, ten noordwesten van de bestaande locatie, aan de in dat jaar geopende omlegging van de spoorlijn via de Hemtunnel naar Zaandam. Dit station kreeg tijdelijk de naam Sloterdijk Noord ter onderscheiding van het station aan de Oude Lijn, dat Sloterdijk Zuid ging heten. Nadat in 1985 ook de verlegging van de Oude Lijn via Sloterdijk Noord gereed kwam, werd het station Sloterdijk Zuid gesloten en bleef het huidige station Sloterdijk over.
In 1986 werd Sloterdijk een kruisingsstation op twee niveaus toen ook de nieuwgebouwde Westtak van de Ringspoorbaan naar Luchthaven Schiphol werd geopend. Het station telde nu acht perronsporen. De architect van het nieuwe station is Harry Reijnders.
In 1997 kwam ook de Ringlijn, metrolijn 50, naar Sloterdijk en kreeg zijn eindpunt bij de Isolatorweg. Per 3 maart 2019 wordt dit station ook aangedaan door metrolijn 51, die vanaf die datum vanaf station Zuid naar Isolatorweg is verlegd.
In 2003 kwam ten zuidwesten van het station Sloterdijk de Hemboog gereed, toen nog zonder stopplaats. De geplande perrons waren wegbezuinigd. In het kader van de plannen voor Regionet zijn ze alsnog gerealiseerd in de jaren 2007 en 2008. Het middenperron aan de Hemboog werd op 14 december 2008 in gebruik genomen. Het ligt apart, op enkele honderden meters afstand van het hoofdgebouw. Volgens het oorspronkelijke plan zou het een apart station Amsterdam Sloterdijk Hemboog worden. Het werd echter officieel onderdeel van station Amsterdam Sloterdijk. Dit betreft de naamaanduiding, de spoornummering (sporen 9 en 10), de vertrekstaten die in beide gedeelten alle treinen vermelden, en de 60-minutenregel. Hetzelfde geldt bij de twee helften van station Amsterdam Muiderpoort.

## Recente ontwikkelingen
In RegioNet hebben de provincie Noord-Holland, de Stadsregio Amsterdam, de gemeente Amsterdam en Rijkswaterstaat samen met de NS en ProRail plannen ontwikkeld voor het toekomstige openbaar vervoer rondom Amsterdam. NS, ProRail en de gemeente Amsterdam ondertekenden op 27 oktober 2009 een samenwerkingsovereenkomst voor de vernieuwing van het station. Samen investeren ze ruim 60 miljoen euro.
Er zou direct worden gestart met het ontwerptraject voor het nieuwe station Amsterdam Sloterdijk, dat naar verwachting in 2015 zou worden opgeleverd. Het stationsgebouw zou ingrijpend worden verbouwd. Er zou een nieuwe ingang komen en meer winkels en voorzieningen, waarvan de inrichting gebaseerd zou zijn op de nieuwe visie voor grote stations (naar het voorbeeld van station Leiden). Hiervoor werd het bus- en tramstation in november 2010 naar het Carrascoplein verhuisd en ontstond op het Orlyplein ruimte voor betere voorzieningen en een overkapping. Ook zou er een nieuwe fietsenstalling met ongeveer 3000 plaatsen komen. Het plan is echter (voorlopig) op de lange baan geschoven, en het is twijfelachtig of en wanneer deze verbouwing alsnog zal plaatsvinden.
Het oude busstation op het plein was nog lange tijd aanwezig en lag er verlaten bij. In 2015 werd het plein opnieuw ingericht met een tuin en meer groenvoorzieningen. Ook kwam er meer horeca.
In november 2016 werd een 100 meter lang regenboogpad aangelegd op de zogeheten passerelle (voetgangersbrug) aan de oostzijde van station Amsterdam Sloterdijk.

## Afbeeldingen

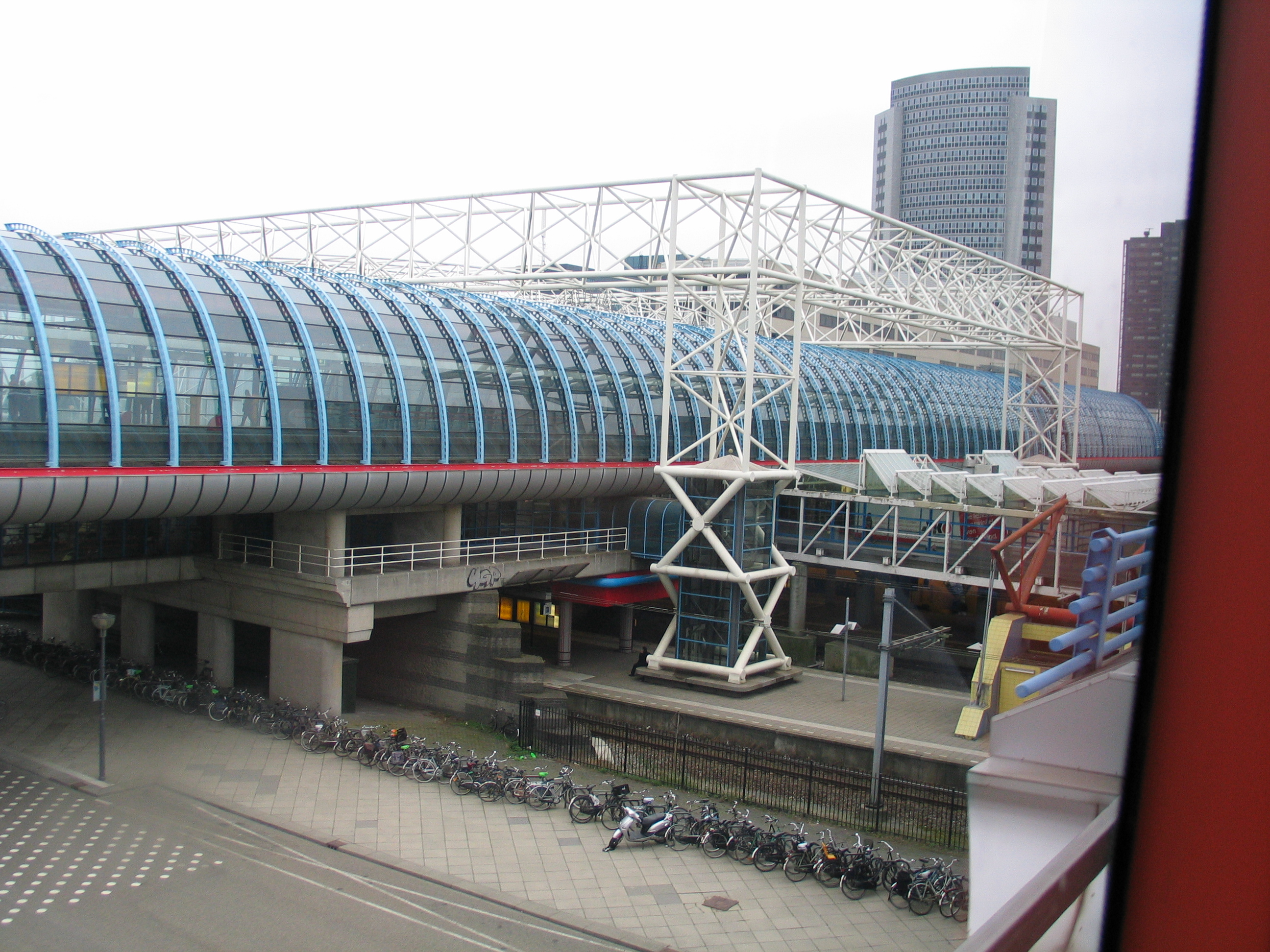
Station Sloterdijk
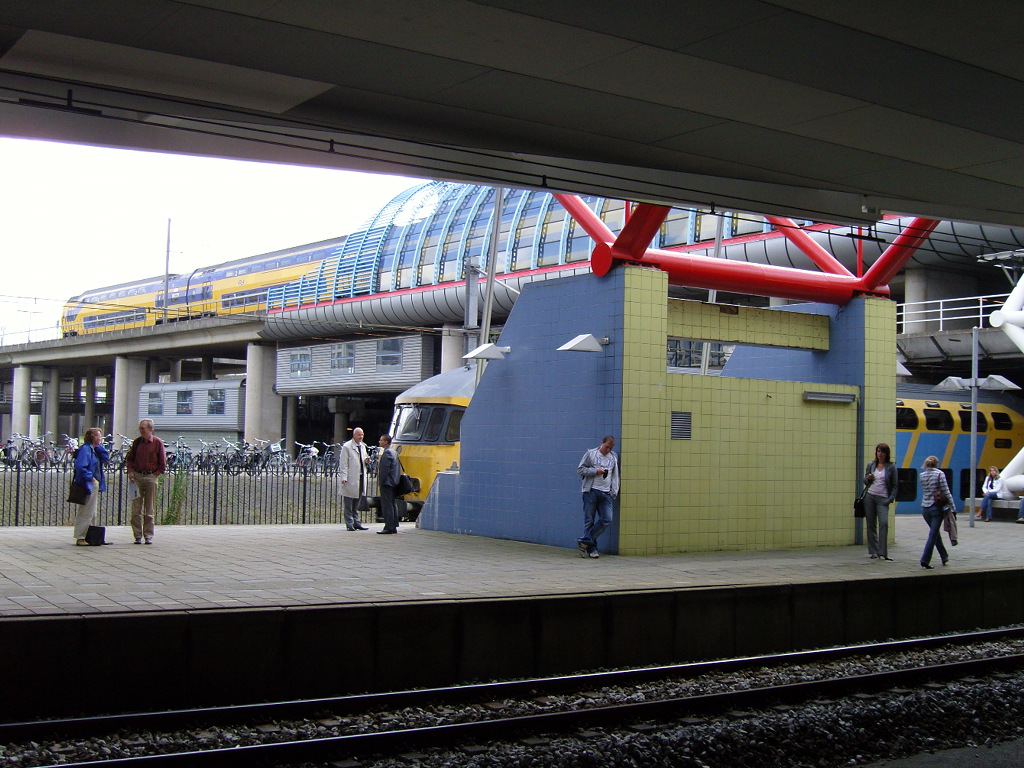
V-IRM en DD-AR dubbeldeks materieel wachten op station Amsterdam Sloterdijk
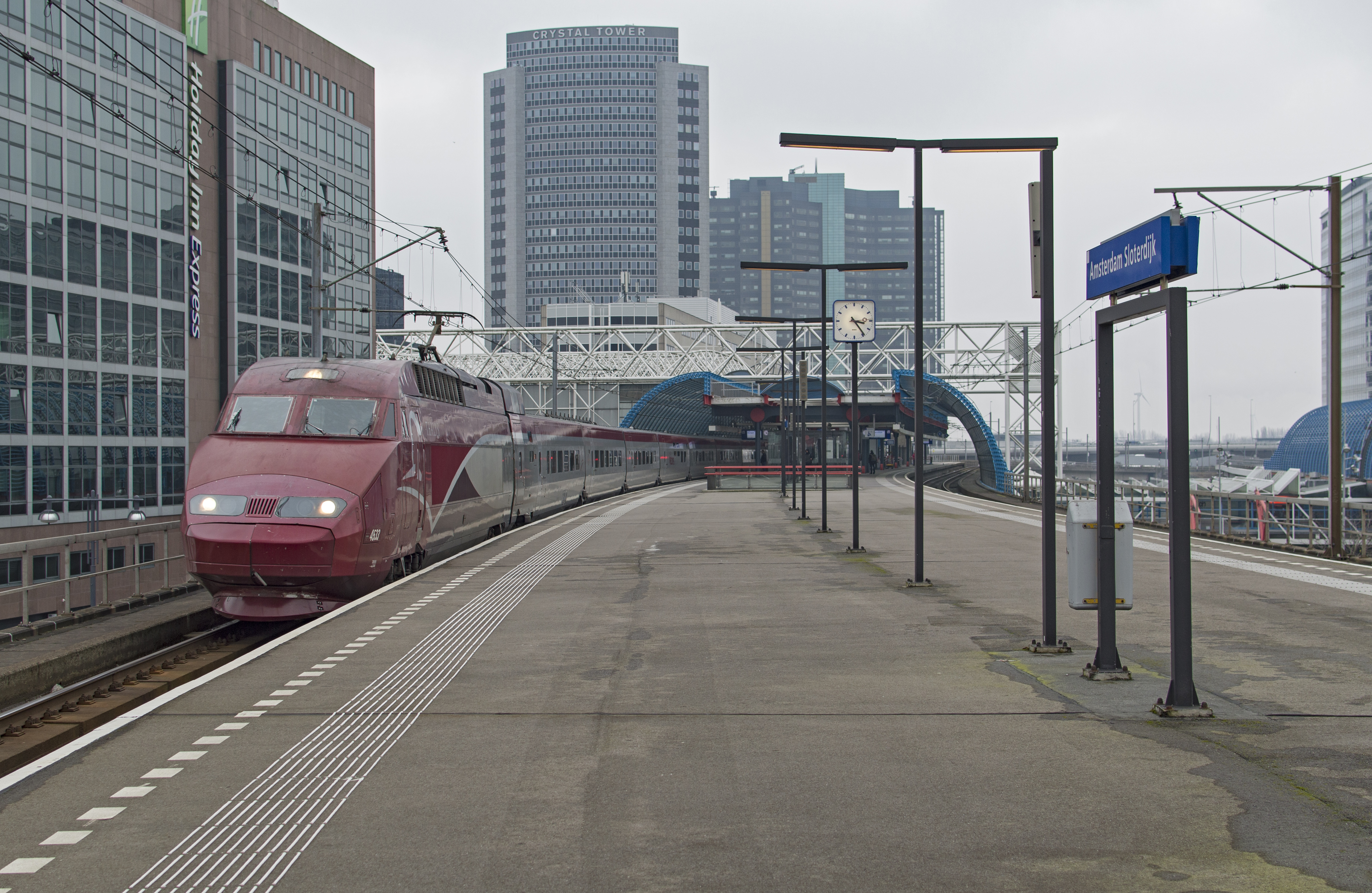
De Thalys passeert station Sloterdijk zonder er te stoppen
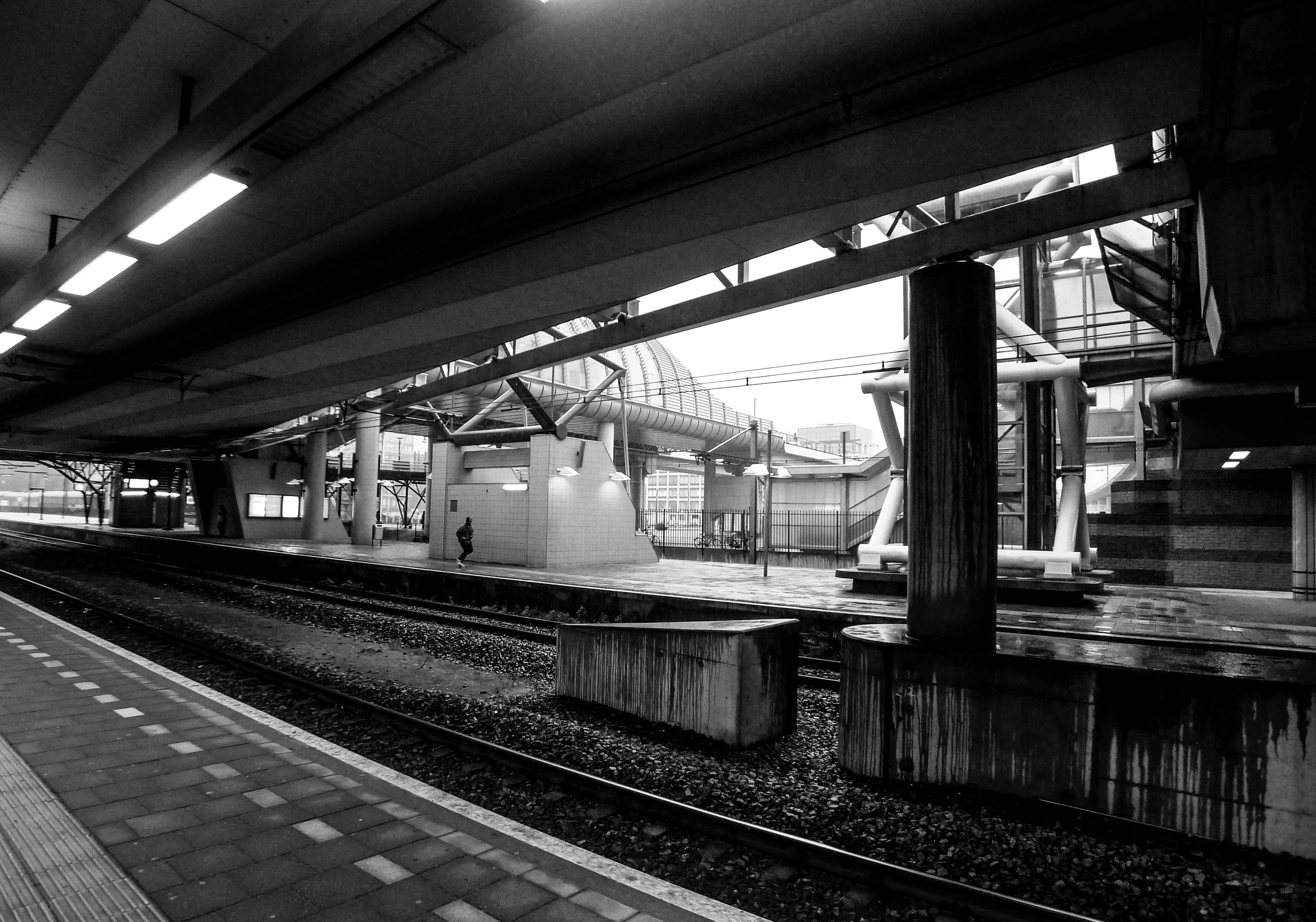
Onder de viaducten van station Sloterdijk
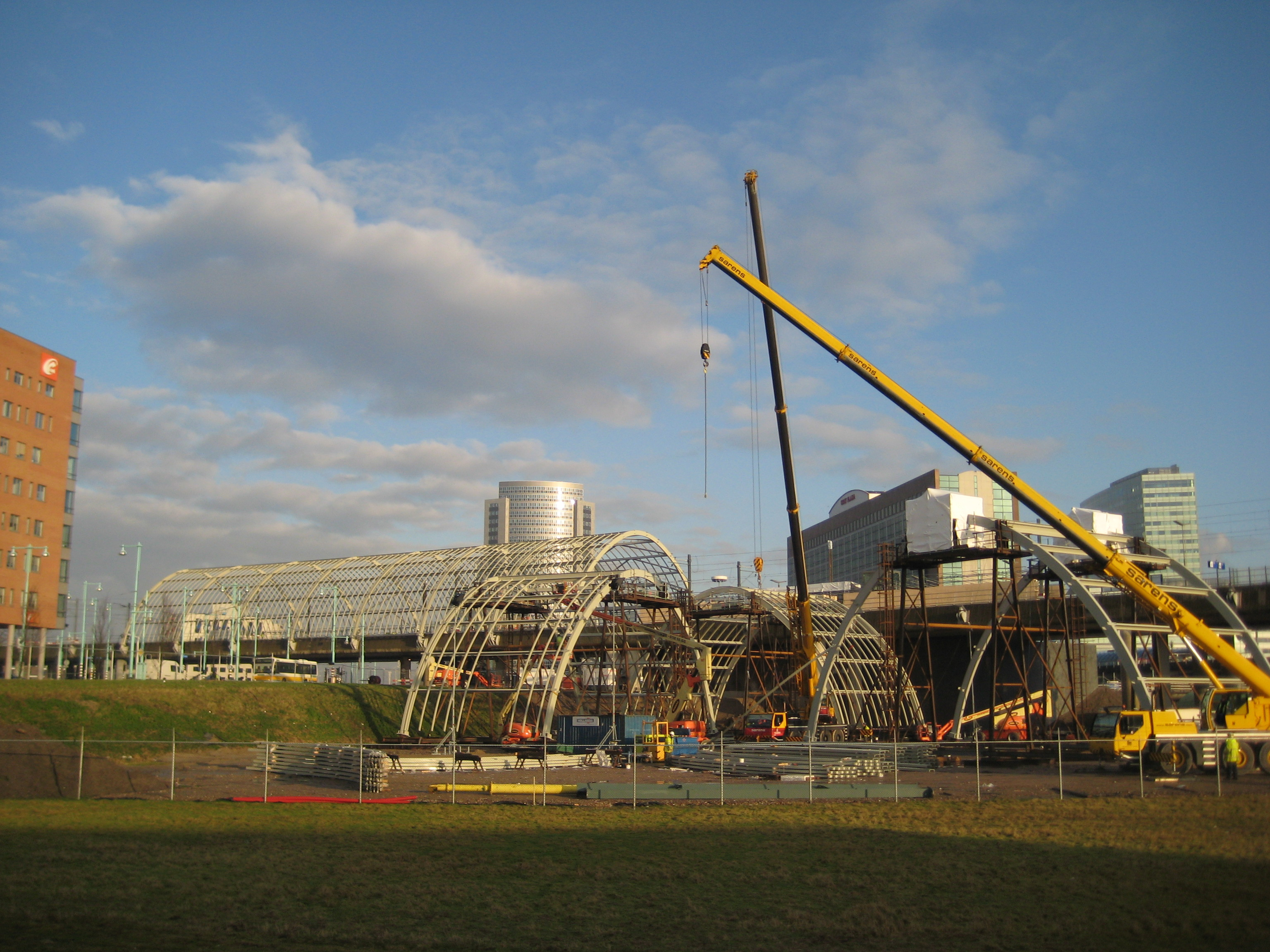
Bouw van perron met de sporen 9 en 10 aan de Hemboog, december 2008
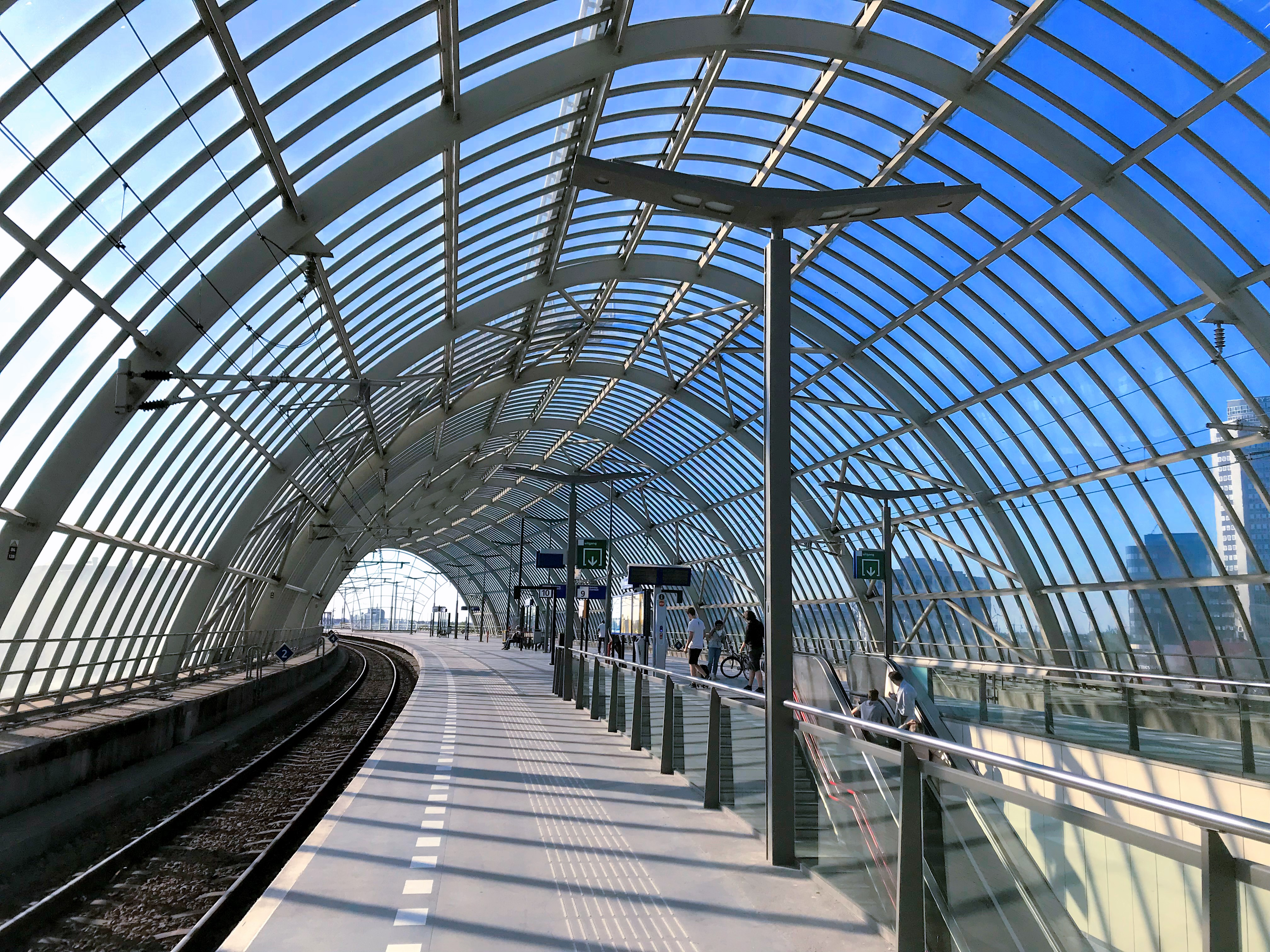
Perron met de sporen 9 en 10 aan de Hemboog, 8 juni 2018
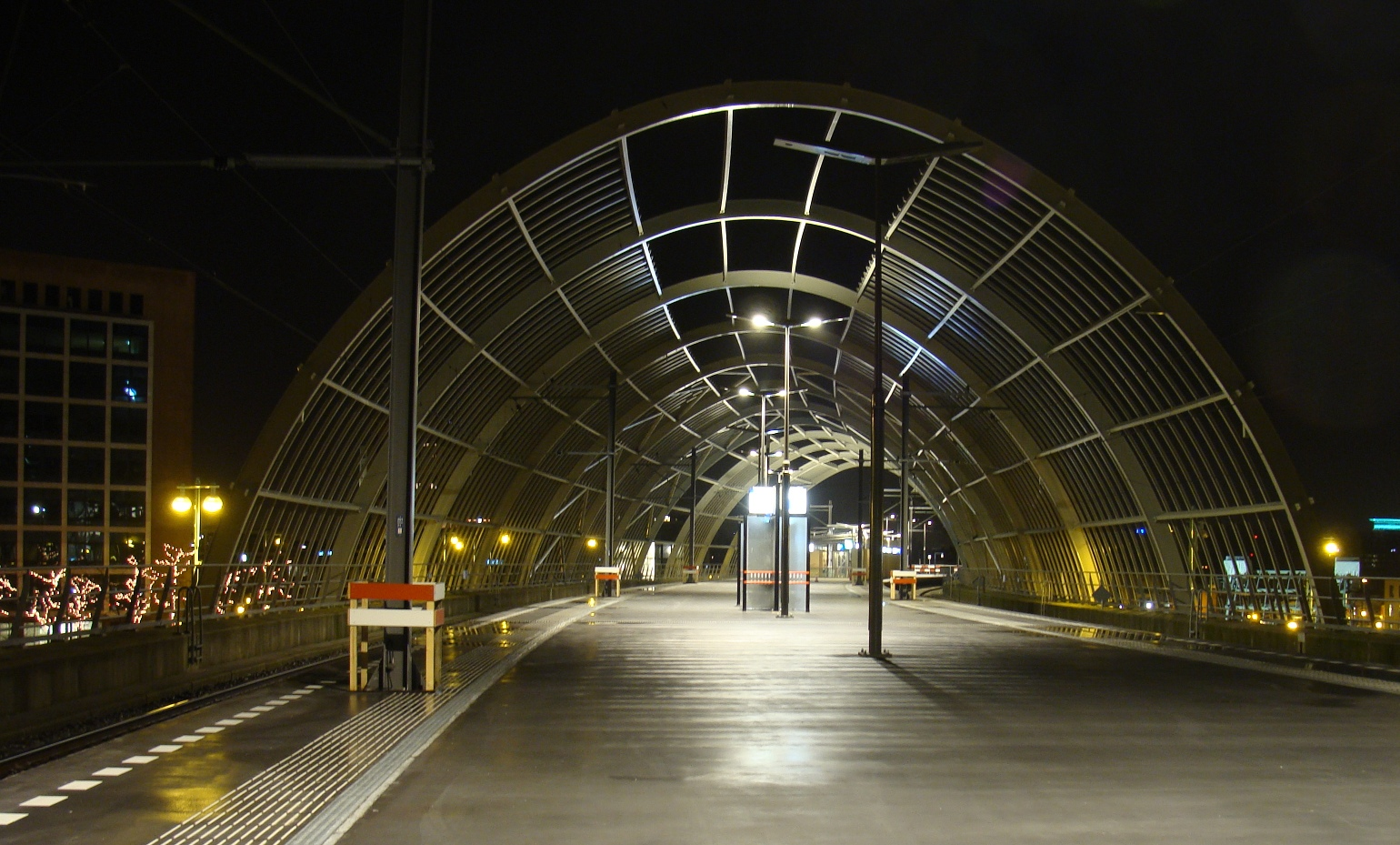
Spoor 9 en 10 (Hemboog) bij avond, eind december 2008. Dit gedeelte van het station was toen al in gebruik, maar de perronkap was nog niet helemaal af
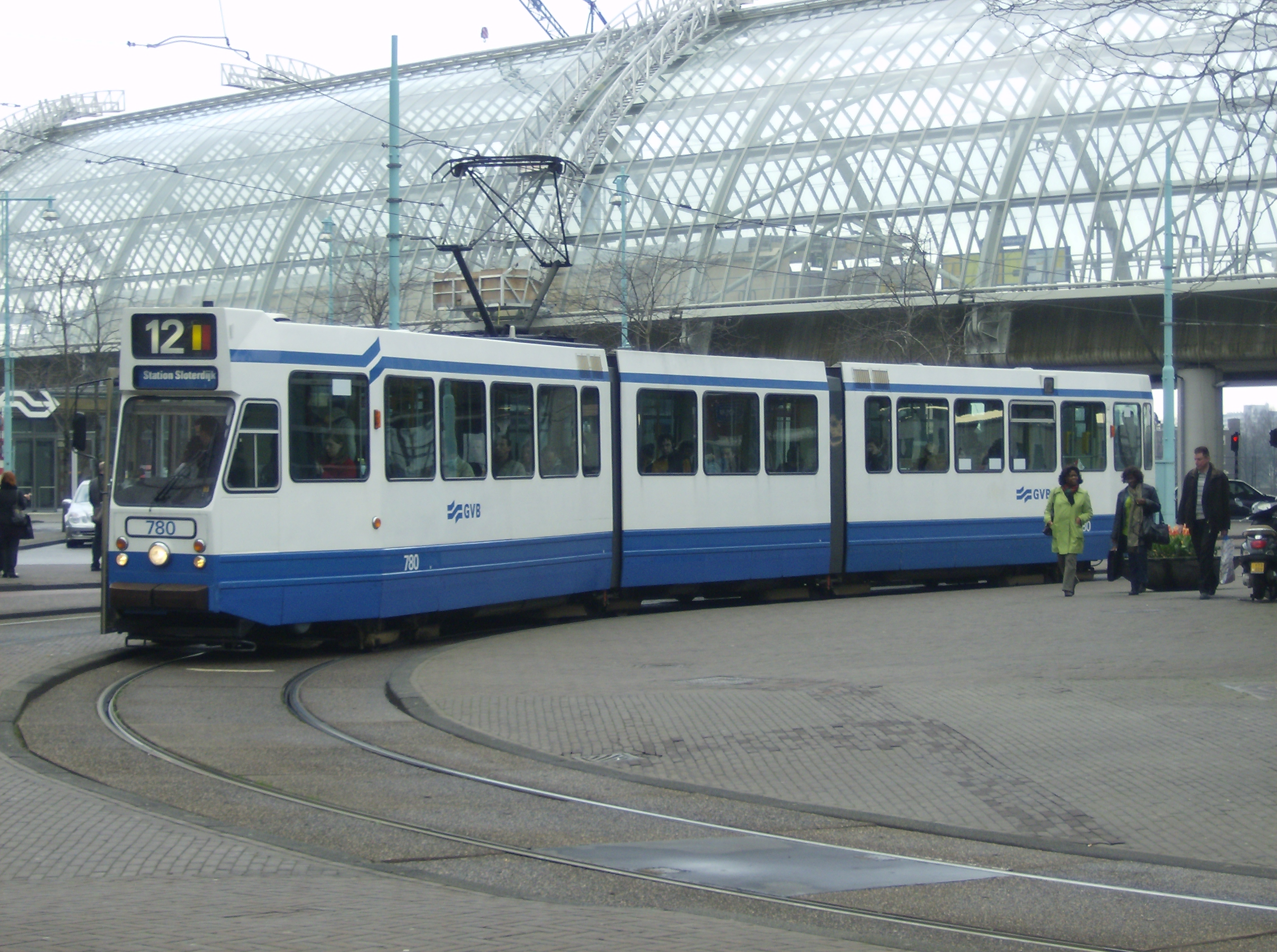
Gelede tram 780 op lijn 12 op het Orlyplein bij Station Sloterdijk. Op de achtergrond de overkapping van het Hembooggedeelte van het station. Het trameindpunt is in november 2010 verplaatst naar het Carrascoplein.
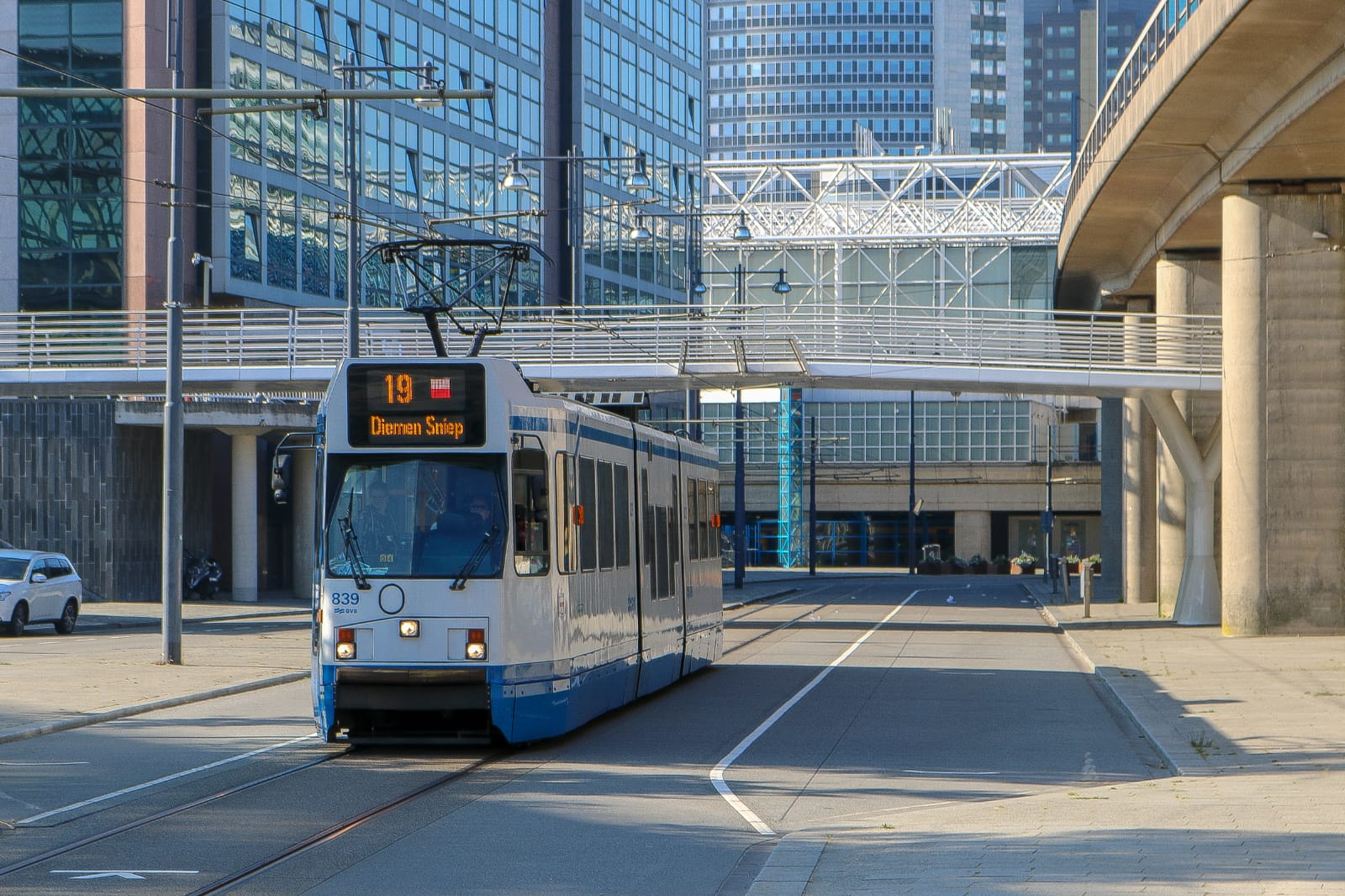
Sinds 22 juli 2018 heeft lijn 19 zijn eindpunt bij Station Sloterdijk
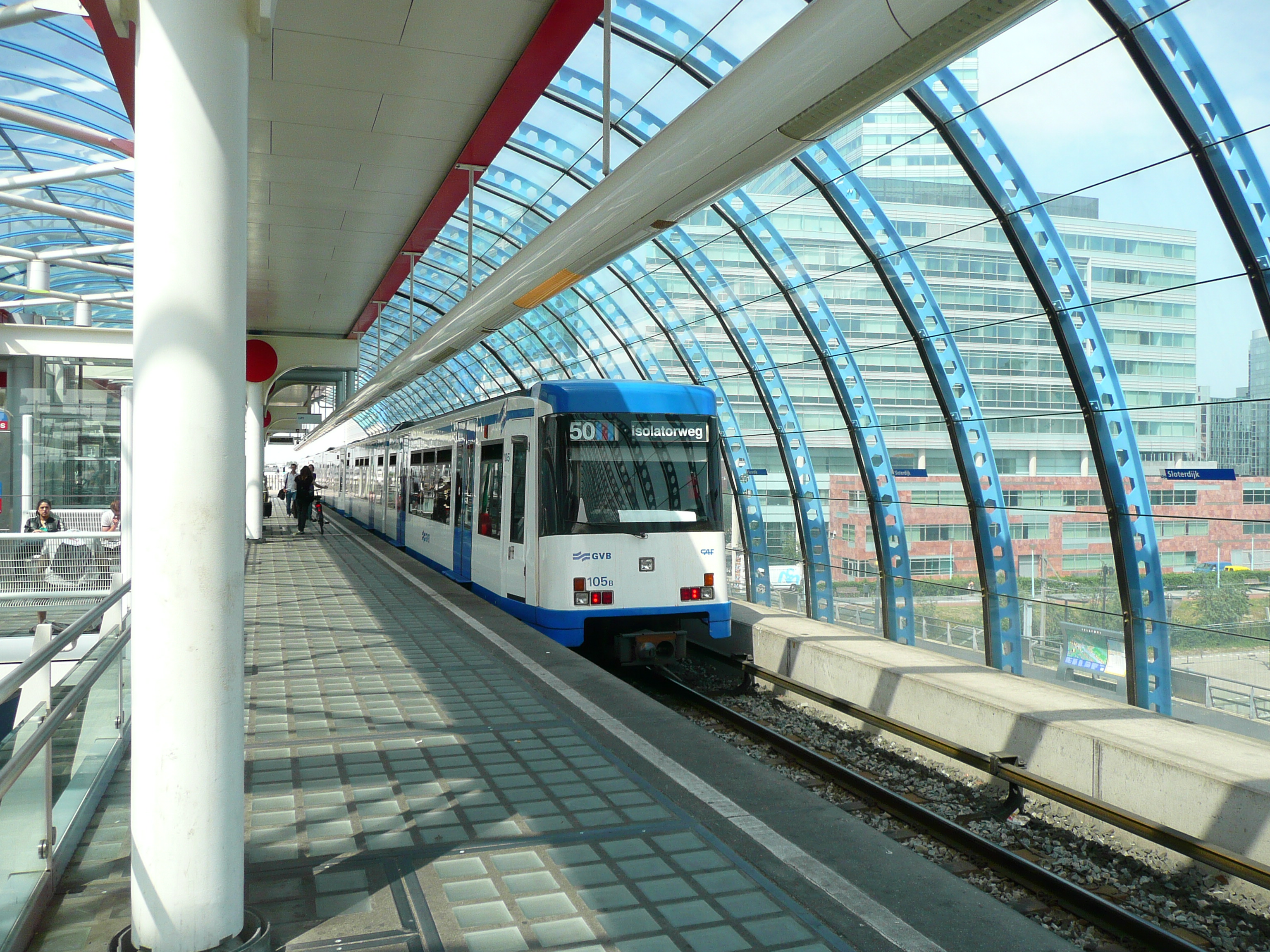
Metrolijn 50 met een CAF-treinstel onder de eigen perronkap van het station Sloterdijk
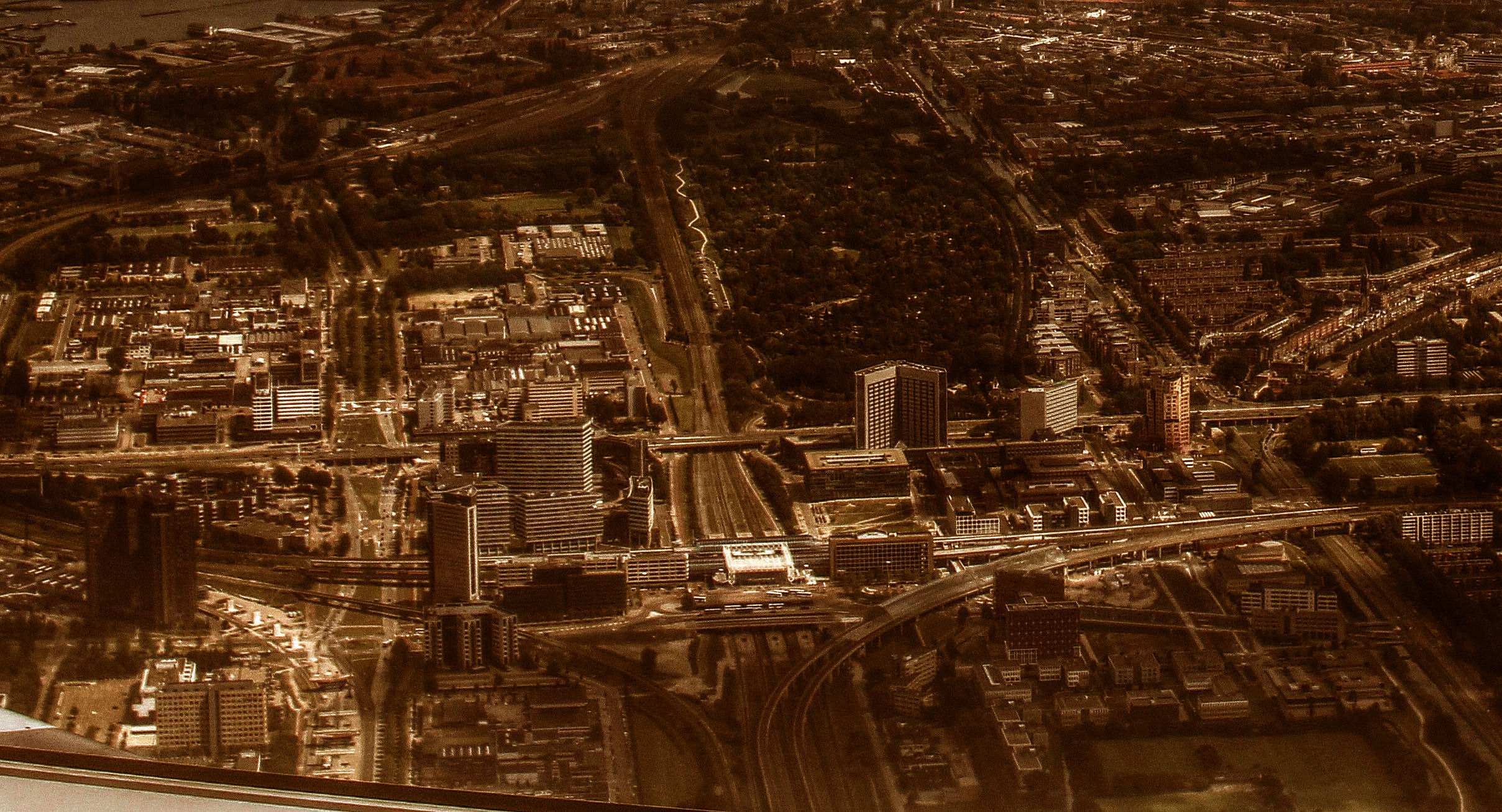
Overzicht van Sloterdijk naar het oosten, maart 2011
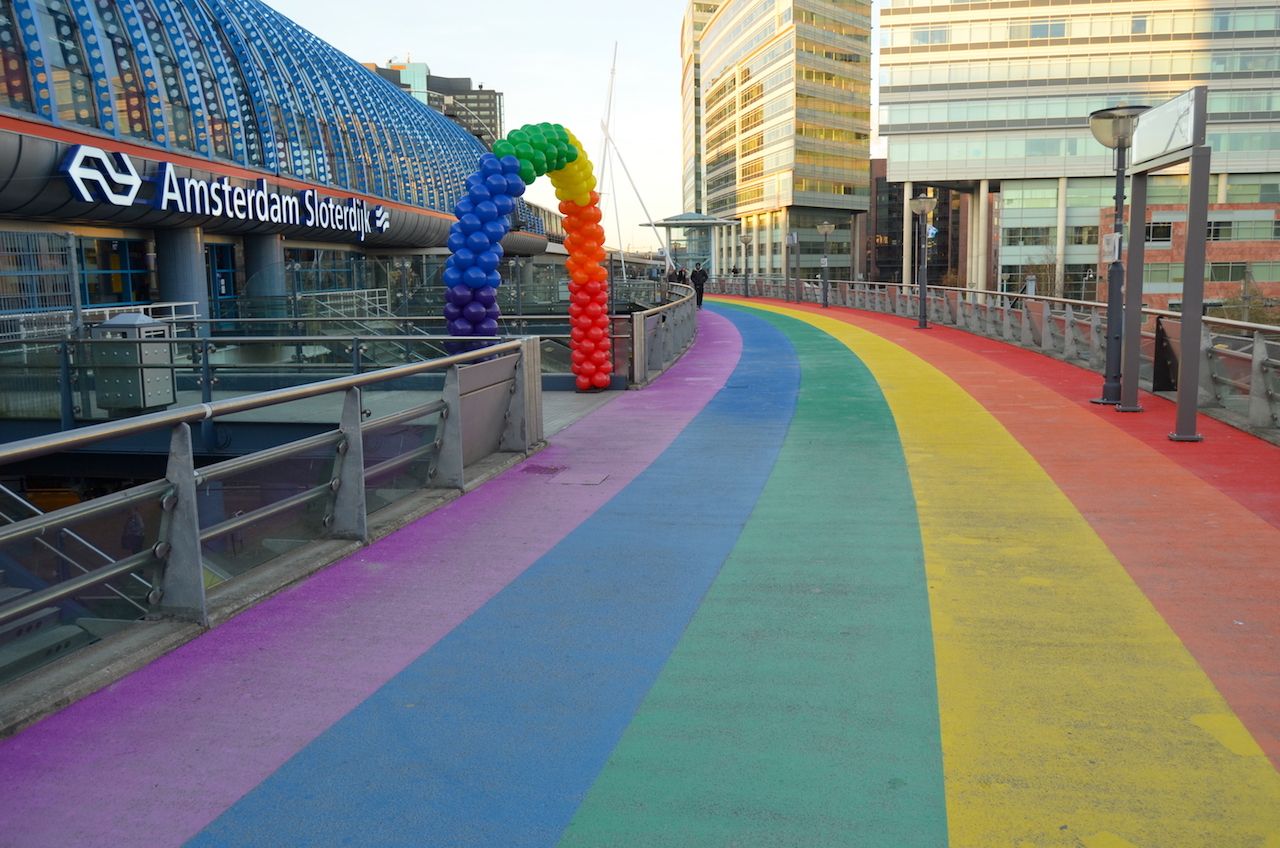
Regenboogpad op de zogeheten passerelle aan de oostzijde van station Amsterdam Sloterdijk

## Treinen
Beneden:
| Serie | Treinsoort     | Route | Bijzonderheden |
| ----- | -------------- | --- | --- |
| 2100  | Intercity (NS) | Amsterdam Centraal – Amsterdam Sloterdijk – Haarlem – Leiden Centraal – Den Haag Centraal                                                                                            | rijdt niet na 22.00 behalve op vrijdag en zaterdag |
| 2200  | Intercity (NS) | Amsterdam Centraal – Amsterdam Sloterdijk – Haarlem – Leiden Centraal – Den Haag HS – Delft – Schiedam Centrum – Rotterdam Centraal – Dordrecht – Roosendaal – Vlissingen            | Rijdt op weekdagen overdag 1x/uur en vormt een halfuurdienst met series 2300 (tussen Amsterdam Centraal en Roosendaal) en 6500 (tussen Roosendaal en Vlissingen). 's Avonds en in het weekend rijdt deze serie 2x/uur. |
| 2300  | Intercity (NS) | Amsterdam Centraal – Amsterdam Sloterdijk – Haarlem – Leiden Centraal – Den Haag HS – Delft – Schiedam Centrum – Rotterdam Centraal – Dordrecht – Roosendaal – Vlissingen            | Rijdt alleen op weekdagen overdag en rijdt 1x/uur. Vormt tussen Amsterdam Centraal en Roosendaal een halfuursdienst met serie 2200. 's Avonds en in het weekend rijdt serie 2200 2x/uur. |
| 2700  | Intercity (NS) | Maastricht – Sittard – Roermond – Weert – Eindhoven Centraal – 's-Hertogenbosch – Utrecht Centraal – Amsterdam Centraal – Amsterdam Sloterdijk – Alkmaar – (Den Helder)              | Rijdt van maandag t/m donderdag tot 20:00 uur tussen Alkmaar en Maastricht. Rijdt op vrijdag en in het weekend enkel tussen Alkmaar en Amsterdam Centraal. Tijdens de spits rijden 2 ritten in spitsrichting door van/naar Den Helder. Rijdt niet 's avonds na 20:00. Wordt na 20:00 uur, op vrijdag en in het weekend tussen Amsterdam Centraal en Maastricht vervangen door intercity 2900. |
| 2900  | Intercity (NS) | Enkhuizen – Hoorn – Amsterdam Sloterdijk – Amsterdam Centraal – Utrecht Centraal – 's-Hertogenbosch – Eindhoven Centraal – Weert – Roermond – Sittard – Maastricht                   | Rijdt van maandag t/m donderdag in de vroege ochtend en in de avonduren en rijdt van vrijdag t/m zondag de hele dag en vervangt dan Intercity 3900 tussen Enkhuizen en Amsterdam Centraal en intercity 2700 tussen Amsterdam Centraal en Maastricht. |
| 12900 | Intercity (NS) | Enkhuizen – Hoorn – Amsterdam Sloterdijk – Amsterdam Centraal | Stopt niet in Zaandam. Rijdt enkel eenmaal op de vroege zaterdagochtend en rijdt als IC door richting Nijmegen. Rijdt niet richting Enkhuizen |
| 3000  | Intercity (NS) | Nijmegen – Arnhem Centraal – Ede-Wageningen – Veenendaal-De Klomp – Driebergen-Zeist – Utrecht Centraal – Amsterdam Centraal – Amsterdam Sloterdijk – Zaandam – Alkmaar – Den Helder | Veenendaal-De Klomp wordt alleen na 19:00 bediend door deze serie. |
| 3700  | Intercity (NS) | Amsterdam Centraal – Amsterdam Sloterdijk – Purmerend – Hoorn – Enkhuizen | Stopt niet in Zaandam. Rijdt alleen in de spits in de spitsrichting, rijdt niet op vrijdag. |
| 3900  | Intercity (NS) | Enkhuizen – Hoorn – Amsterdam Sloterdijk – Amsterdam Centraal – Utrecht Centraal – 's-Hertogenbosch – Eindhoven Centraal – Weert – Roermond – Sittard – Heerlen                      | Stopt niet in Zaandam. Rijdt in de avonduren en van vrijdag t/m zondag de hele dag enkel tussen Eindhoven Centraal en Heerlen. Wordt in de avonduren en van vrijdag t/m zondag de hele dag vervangen door intercity 2900. Rijdt van maandag t/m donderdag in de avonduren enkel tussen Sittard en Heerlen en rijdt dan 1x/uur.                                                                |
| 4000  | Sprinter (NS)  | Uitgeest – Zaandam – Amsterdam Sloterdijk – Amsterdam Centraal – Breukelen – Woerden – Gouda – Rotterdam Centraal                                                                    | |
| 4800  | Sprinter (NS)  | Amsterdam Centraal – Amsterdam Sloterdijk – Haarlem – Alkmaar – Hoorn | Rijdt vanaf 20:00 uur één keer per uur tussen Alkmaar en Hoorn. |
| 14800 | Sprinter (NS)  | Uitgeest – Beverwijk – Haarlem – Amsterdam Sloterdijk – Amsterdam Centraal | Rijdt enkel eenmaal in de late vrijdag- en zaterdagavond en alleen richting Amsterdam Centraal. |
| 5400  | Sprinter (NS)  | Amsterdam Centraal – Amsterdam Sloterdijk – Haarlem – Zandvoort aan Zee | Wordt 's avonds na 20:00 en in het weekend niet tussen Amsterdam Centraal en Haarlem v.v. gereden. |
| 7400  | Sprinter (NS)  | Uitgeest – Zaandam – Amsterdam Sloterdijk – Amsterdam Centraal – Breukelen – Utrecht Centraal – Driebergen-Zeist                                                                     | Rijdt alleen tijdens de brede spitsuren, waarbij net na de ochtendspits en net vóór de middagspits enkel tussen Uitgeest en Utrecht Centraal v.v. wordt gereden. |

Boven:
| Serie | Treinsoort    | Route                                                                    | Bijzonderheden                                                    |
| ----- | ------------- | ------------------------------------------------------------------------ | ----------------------------------------------------------------- |
| 8100  | Sprinter (NS) | Hoofddorp – Schiphol Airport – Amsterdam Sloterdijk – Amsterdam Centraal | Rijdt onder de formule Airport Sprinter.                          |
| 8200  | Sprinter (NS) | Hoofddorp – Schiphol Airport – Amsterdam Sloterdijk – Amsterdam Centraal | Rijdt onder de formule Airport Sprinter.                          |
| 8300  | Sprinter (NS) | Hoofddorp – Schiphol Airport – Amsterdam Sloterdijk – Amsterdam Centraal | Rijdt onder de formule Airport Sprinter. Rijdt niet na 21:00 uur. |
| 8400  | Sprinter (NS) | Hoofddorp – Schiphol Airport – Amsterdam Sloterdijk – Amsterdam Centraal | Rijdt onder de formule Airport Sprinter. Rijdt niet na 21:00 uur. |

Hemboog:
| Serie | Treinsoort    | Route                                                                                                   | Bijzonderheden |
| ----- | ------------- | --- | -------------- |
| 4100  | Sprinter (NS) | Hoofddorp – Schiphol Airport – Amsterdam Sloterdijk – Zaandam – Purmerend – Hoorn – Hoorn Kersenboogerd |                |

## Overig openbaar vervoer
Op het Carrascoplein, onder de viaducten van de Westtak Ringspoorbaan, metrolijn 50 en metrolijn 51, kwam in december 2010 een gecombineerd bus- en tramstation gereed, waar zowel de stads- als de streekbussen stoppen. Ook bevindt zich hier een keerlus voor tramlijn 19, die rijdt tussen stations Sloterdijk en Diemen Sniep (vanaf 22 juli 2018, voor die datum was die keerlus voor tramlijn 12, die reed tussen station Sloterdijk en het Amstelstation). De aanlegkosten werden betaald uit BONRoute, het financieringsfonds voor de bereikbaarheid van de noordelijke Randstad. Een nieuwe stationsingang sluit aan op het Carrascoplein.

### Concessies en lijnen
De opdrachtgevers van het vervoer rond station Sloterdijk zijn de Vervoerregio Amsterdam en de provincie Noord-Holland.
De volgende lijnen doen station Sloterdijk aan vanaf 10 december 2023:
| Soort      | Platform | Lijn | Concessie              | Route |
| ---------- | -------- | ---- | ---------------------- | --- |
| GVB        |          |      |                        | |
| Stadsbus   | M        | 15   | Stadsvervoer Amsterdam | Station Sloterdijk – Haarlemmermeerstation – Station Zuid                                                |
| Tram       | N        | 19   | Stadsvervoer Amsterdam | Station Sloterdijk – Leidseplein – Watergraafsmeer – Diemen Sniep                                        |
| Stadsbus   | E        | 22   | Stadsvervoer Amsterdam | Station Sloterdijk – Spaarndammerbuurt – Centraal Station – Muiderpoortstation                           |
| Stadsbus   | F        | 36   | Stadsvervoer Amsterdam | Station Sloterdijk – Molenwijk – Station Noord                                                           |
| Metro      | -        |      | Stadsvervoer Amsterdam | Isolatorweg – Station Sloterdijk – Station Zuid – Station Bijlmer ArenA – Gein                           |
| Metro      | -        |      | Stadsvervoer Amsterdam | Isolatorweg – Station Sloterdijk – Station Zuid – Amstelstation – Centraal Station                       |
| Stadsbus   | D        | 61   | Stadsvervoer Amsterdam | Station Sloterdijk – Geuzenveld – Osdorpplein                                                            |
| Spitsbus   | H        | 231  | Stadsvervoer Amsterdam | Station Sloterdijk – Abberdaan                                                                           |
| Spitsbus   | J        | 233  | Stadsvervoer Amsterdam | Station Sloterdijk – Westpoort Siciliëweg                                                                |
| R-net bus  | C        | 369  | Stadsvervoer Amsterdam | Station Sloterdijk – Osdorp – Schiphol Airport                                                           |
| Nachtbus   | E        | N81  | Stadsvervoer Amsterdam | Station Sloterdijk – Centraal Station                                                                    |
| Connexxion |          |      |                        | |
| R-net bus  | A        | 382  | Haarlem-IJmond         | Station Sloterdijk – IJmuiden aan Zee                                                                    |
| EBS        |          |      |                        | |
| Streekbus  | G        | 103  | Zaanstreek-Waterland   | Monnickendam Swaensborch – De Purmer – Purmerend – Purmerland – Den Ilp – Landsmeer – Station Sloterdijk |
| Spitsbus   | G        | 272  | Zaanstreek-Waterland   | Purmerend Korenstraat – Station Sloterdijk – Riekerpolder                                                |
| R-net bus  | B        | 395  | Zaanstreek-Waterland   | Station Sloterdijk – Zaandam – Zaans Medisch Centrum                                                     |

Tijdens de spits rijden touringcars van en naar station Sloterdijk van touringcaroperator Jan de Wit. Deze verzorgt de Westpoort-busdiensten. Dit zijn lijnen van het besloten busvervoer van station Sloterdijk naar verschillende bedrijven in het Westelijk Havengebied. Vertrektijden en lijnnummers worden alleen verspreid door de bedrijven die de Westpoortbus aandoet.

## Overige

### Café 'De Amsterdamsche Tram'

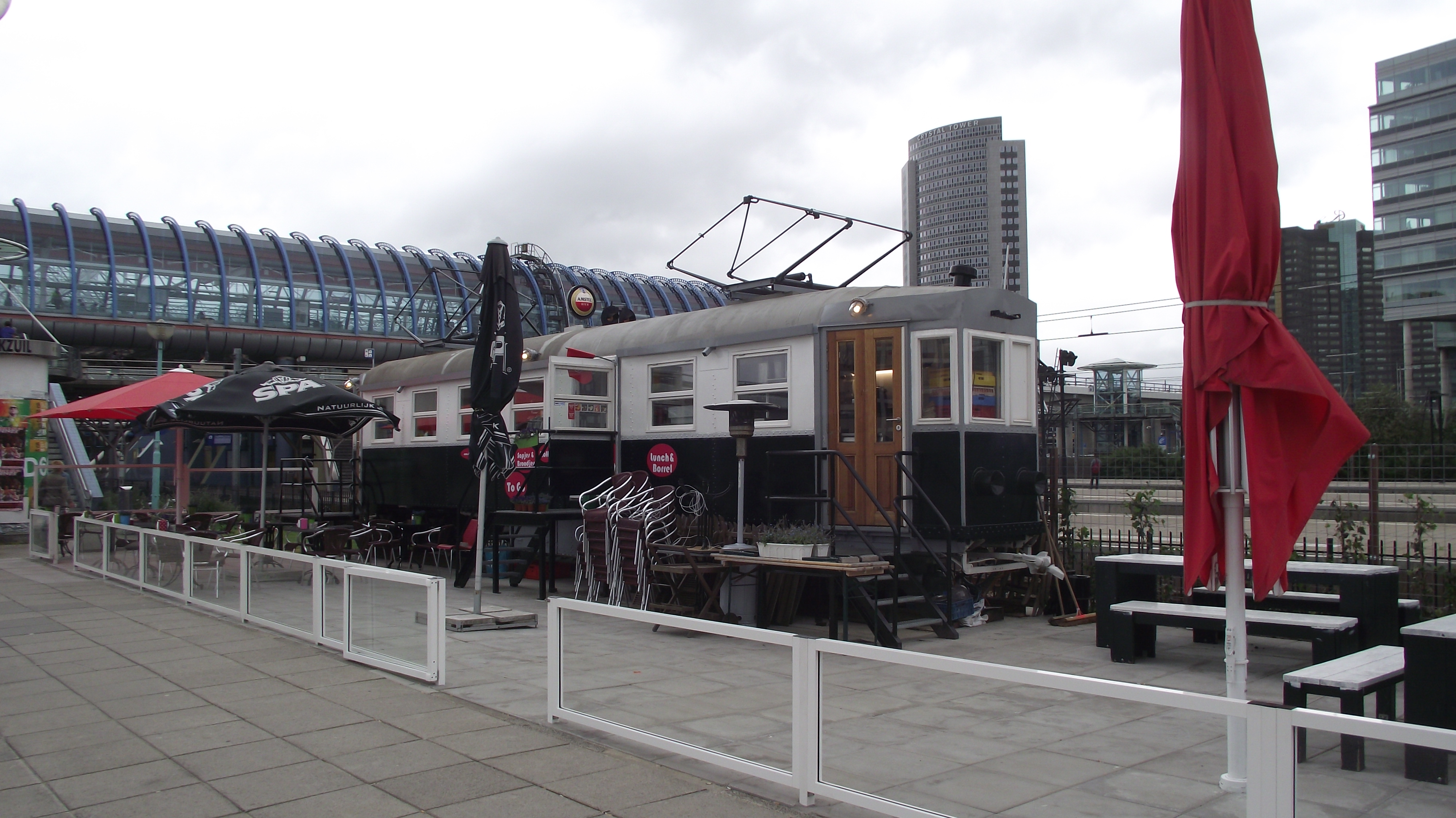
Café 'De Amsterdamsche Tram'.

Sinds maart 2011 stond op het Carrascoplein de voormalige motorwagen 28 van de Wiener Lokalbahnen (afkomstig van de Electrische Museumtramlijn Amsterdam) op een klein stukje tramspoor opgesteld als Café 'De Amsterdamsche Tram'. De donkerblauwe kleur herinnerde aan de vroegere 'Blauwe Tram' naar Haarlem. Aanvankelijk stond de tram aan de zuidzijde van het plein bij de fontein maar werd later verplaatst naar de noordzijde van het plein tegenover spoor 7 aan de Changiweg. Naderhand was de tram bijna niet meer zichtbaar door overkapping en afrastering van het terras voor en boven de tram. Half januari 2017 verdwenen de tram en het terras weer.

### Trainlodge
Op een nieuw aangelegd spoor langs de Changiweg buiten het normale tracé ten oosten van het station en ten zuiden van spoor 8 zijn een viertal voormalige Zwitserse slaaprijtuigen van de "Bergland Express" (The Train Company) geplaatst en een voormalig buffetrijtuig van de Belgische spoorwegen. In de rijtuigen bevinden zich elk elf compartimenten met drie bedden waarin het mogelijk is te overnachten. Ook zijn er een restaurant en terras.

### Maalstroom nr. 1
Ten noorden van het station staat op het Piarcoplein het kunstwerk Maalstroom nr. 1 van Thomas Elshuis.

## Ontwikkeling aantal reizigers
Het aantal door NS vervoerde reizigers (per gemiddelde werkdag) ontwikkelde zich sedert 2019 als volgt:
| Jaar | Aantal reizigers |
| ---- | ---------------- |
| 2019 | 71.774           |
| 2020 | 30.999           |
| 2021 | 29.649           |
| 2022 | 46.362           |
| 2023 | 55.902           |
| 2024 | 57.576           |